# Меальяда (район)
Меальяда (порт. Mealhada) — район (фрегезия) в Португалии, входит в округ Авейру. Является составной частью муниципалитета Меальяда. Находится в составе крупной городской агломерации Большая Коимбра. По старому административному делению входил в провинцию Бейра-Литорал. Входит в экономико-статистический субрегион Байшу-Воуга, который входит в Центральный регион. Население составляет 4043 человека. Занимает площадь 10,28 км².